# O neopětované lásce (film, 1982)
O neopětované lásce je název československé televizní inscenace, kterou v roce 1982 natočil režisér Jiří Bělka. Scénář na motivy stejnojmenné povídky ruského spisovatele Maxima Gorkého napsal Jiří Šotola.

## Obsazení
| Eliška Balzerová   | Larisa Antonovna |
| Eduard Cupák       | Petr Torsujev    |
| Martin Stropnický  | Kolja Torsujev   |
| Ladislav Mrkvička  | doktor Karpov    |
| Vladimír Bičík     | Mustafa          |
| Zdeněk Řehoř       | Bragin           |
| Blanka Vikusová    | Strešněvová      |
| Eva Hudečková      | Zvancevová       |
| Vlastimil Bedrna   | Mamethulov       |
| Alexej Pyško       | Bogomolov        |
| Jaroslav Kaňkovský | Pavlov           |
| Rudolf Hrušínský   | kožař            |
| Václav Voska       | vicegubernátor   |
| Jiří Kodet         | Proctor          |
| Zdeněk Martínek    | dělník           |
| Pavel Zedníček     | kupletista       |
| Petr Pospíchal     | číšník           |

## Tvůrci a štáb
- Režie: Jiří Bělka
- Námět: Maxim Gorkij (stejnojmenná povídka)
- Scénář: Jiří Šotola
- Dramaturgie: Bohumila Zelenková
- Hlavní kameraman: Vladimír Opletal
- Vedoucí výroby: Eva Heřmanová
- Hudba: Jiří Svoboda
- Výtvarník scény: Josef Diviš
- Výtvarnice kostýmů: Jarmila Konečná
- Střih: Jana Malásková
- Zvuk: Hugo Markes
- Kameramani: Stanislav Benc, Miloš Horák, Ivan Rybák
- Masky: Josef Adamička, Květa Holasová
- Asistent režie: Kateřina Housková

## Technické údaje
- Premiéra: 26. září 1982 (I. program Československé televize)
- Výroba: Československá televize Praha, Hlavní redakce dramatického vysílání, 1982
- Barva: barevný
- Jazyk: čeština
- Délka: cca 120 minut

## Z dobového tisku
Uvedení televizní dramatizace povídky Maxima Gorkého zhodnotil recenzent Tvorby (39/1982) následovně: „Do řádu děl mistrných se prosadila hra Jiřího Šotoly O neopětované lásce, která vznikla na motivy povídky Maxima Gorkého. Režisér Jiří Bělka vyvolal tento obraz z předrevolučního Ruska s virtuozitou a jemností hudebního skladatele. Invenci při stavbě významově sdělných interiérů Bělka dokonale zužitkoval v kompozici herecké akce a dokázal, že televizní dramatika není odkázána na dvojí využití kruhového okna v dekoraci nebo na překvapivě emociálně působivé sestavení dveří v domě bratrů Torsujevových. Výjimečná byla tato inscenace i svou délkou (dvě hodiny) a tedy i neběžnými nároky na ústřední hereckou dvojici – Elišku Balzerovou a Eduarda Cupáka. V roli Larisy Antonovny musela Balzerová obsáhnout polohu impulsivní hýčkané děvy i stárnoucí a do zoufalství se propadající neúspěšné herečky. Na tom, jak uhraje rozpětí i napětí těchto pólů, závisel do značné míry osud hry. Režisérovu důvěru Eliška Balzerová nezklamala. Totéž se dá říci o Ladislavu Mrkvičkovi a hlavně Eduardu Cupákovi. Samozřejmostí se v Bělkově ojedinělém režijním pojetí staly výrazné herecké výkony v epizodních rolích (Zdeněk Řehoř, Vlastimil Bedrna, Rudolf Hrušínský st., Václav Voska atd.)."